# アルダブラゾウガメ
アルダブラゾウガメ（Aldabrachelys gigantea）は、爬虫綱カメ目リクガメ科アルダブラゾウガメ属に分類されるカメ（ゾウガメ）であり、アルダブラゾウガメ属の模式種。

## 分類
遺伝子の変異が極めて少なく、塩基配列を解析しても、現在の技術では亜種を特定できない特徴を持つ。
以前はリクガメ属（Geochelone）に分類されていた。分子系統推定からリクガメ属の他種よりも、セーシェルに近いマダガスカルに分布するクモノスガメ属（Pyxis）やマダガスカルリクガメ属（Astrochelys）に近縁と推定されている。そのためアルダブラゾウガメ属としてリクガメ属から分割する説が有力とされる。
本種の原記載である Testudo gigantea の模式標本は現存しないが、模式標本の産地（模式産地）がブラジルであること、甲長75センチメートルと小型であること、記載文が本種の特徴とは異なることなどから、T. giganteaの模式標本は本種ではなくキアシガメとする説もあった。その場合は T. gigantea の学名はキアシガメのシノニムとして無効になり、本種の原記載は T. gigantea のシノニムとされていた Testudo dussumieri になり、アルダブラゾウガメ属も T. dussumieri を模式種としたDipsochelys属になる。種小名の dussumieri は本種の模式標本を採集した Jean-Jacques Dussumierへの献名。2013年にICZNの強権により新しい模式標本（ネオタイプ）を指定することで、本種の原記載として T. gigantea を引き続き使用することが認められた
1998年に本種と考えられていた個体の中に、化石種とされていたセーシェルセマルゾウガメ（A. hololissa）とセーシェルヒラセゾウガメ（A. arnoldi）が含まれていたということが発表された。一方でこれらは再発見時には別種とされたものの、核DNAやミトコンドリアDNAの分子系統解析では種間で遺伝的距離が非常に小さいか部位によってはほぼ違いがないという解析結果が得られている。
以下の分類は TTWG（2017）、英名はTTWG（2017）・安川（2006）に、分布・形態は安川（2006）に従う。
Aldabrachelys gigantea gigantea (Schweigger, 1812)  Aldabra giant tortoise
セーシェル（アルダブラ環礁）
最大甲長123センチメートル。背甲はドーム型。第2椎甲板が、第3椎甲板よりも長い。第1肋甲板が、第2肋甲板よりも長い。第1肋甲板と第2肋甲板の継ぎ目（シーム）周辺で背甲が窪まない。左右の肛甲板の間に深い切れこみが入る。
Aldabrachelys gigantea arnoldi (Baur, 1982)  Arnold's giant tortoise
最大甲長96センチメートル。背甲はやや鞍型の中間型。第2椎甲板が、第3椎甲板よりも短い。第1肋甲板が、第2肋甲板よりも短い。第1肋甲板と第2肋甲板のシーム周辺で背甲が窪む。
化石標本を元に記載されたが、上述のように現生する18個体が再発見された。
†Aldabrachelys gigantea daudinii (Dumeril & Bibron 1835)  Daudin's giant tortoise（絶滅亜種）
最大甲長83センチメートル。オス成体の骨格標本と、幼体の液浸標本のみ現存する。背甲は鞍型。
Aldabrachelys gigantea hololissa (Gunther, 1877)  Seychelles giant tortoise
最大甲長138センチメートル。背甲は角ばったドーム型。第2椎甲板が、第3椎甲板よりも長い。第1肋甲板が、第2肋甲板よりも長い。第1肋甲板と第2肋甲板の継ぎ目（シーム）周辺で背甲が窪まない。左右の肛甲板の間にわずかに切れ込みが入るか、切れこみが入らない。
本種（基亜種）のシノニムとされていたが、上述のように現生する8個体が再発見された。

## 分布

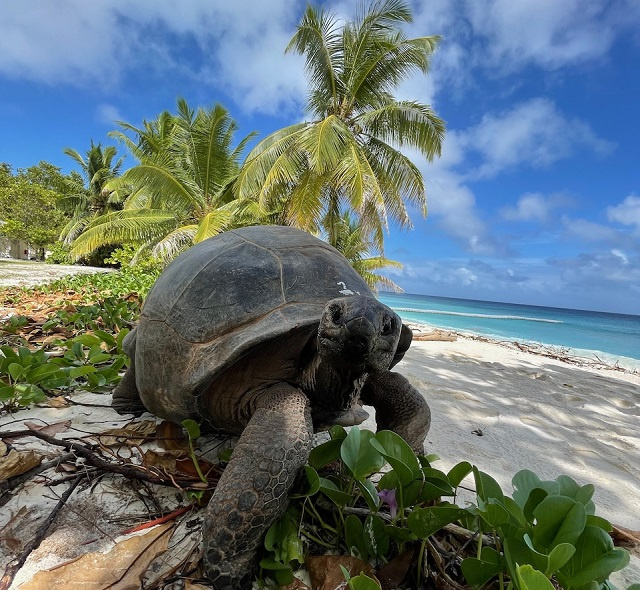
ダロス島にて。

アルダブラゾウガメはセーシェル（アルダブラ環礁）の固有種であり、セーシェル国内ではキュリーズ島やフレガット島などのセーシェル諸島に見られる。国外ではタンザニア（ザンジバル諸島・チャングウ島）、モーリシャス（モーリシャス島）、仏領レユニオンなどに移入されている。
本種は1200-1300年代、または1500年代までマダガスカル島に生息していた二種の絶滅した大型のリクガメの一つ Aldabrachelys abrupta の祖先から進化したと考えられており、漂流物によって、または持ち前の浮力と泳力によって自力で海を渡り、セーシェル諸島を経てアルダブラ環礁に到達した後に現在のアルダブラゾウガメへと進化したと考えられている。マダガスカル島のゾウガメ類は人類の影響で絶滅したとされて生態系上のニッチにも欠損が生じていたが、2018年以降セーシェル諸島由来のアルダブラゾウガメ達が絶滅種の代用として野生導入されており、約600年ぶりのマダガスカルへのゾウガメの復帰となった。また、将来的にはマダガスカル島だけでなく、人類によって絶滅させられた5種の近縁属（Aldabrachelys abrupta）の生息地であったマスカリン諸島への野生導入も期待されている。

## 形態
現生のゾウガメ類では世界で二番目に大型であり、最大甲長138センチメートル。背甲の色彩は黒や黒褐色一色。腹甲はやや小型だが幅広い。頭部はやや扁平。頭部や頸部、四肢、尾の色彩は暗灰色。卵は直径4.8 - 5.5センチメートルの球形で、殻は白く硬い。孵化したばかりの子亀は体も小さく、捕食者に狙われやすい。
雌より雄が大きくなる傾向にあり、性成熟した雄は、尾が伸び、頭部が肥大化し、腹甲の中央に雌の甲羅を合わせる窪みを作る。

## 生態
以下は主に基亜種の知見に基づく。

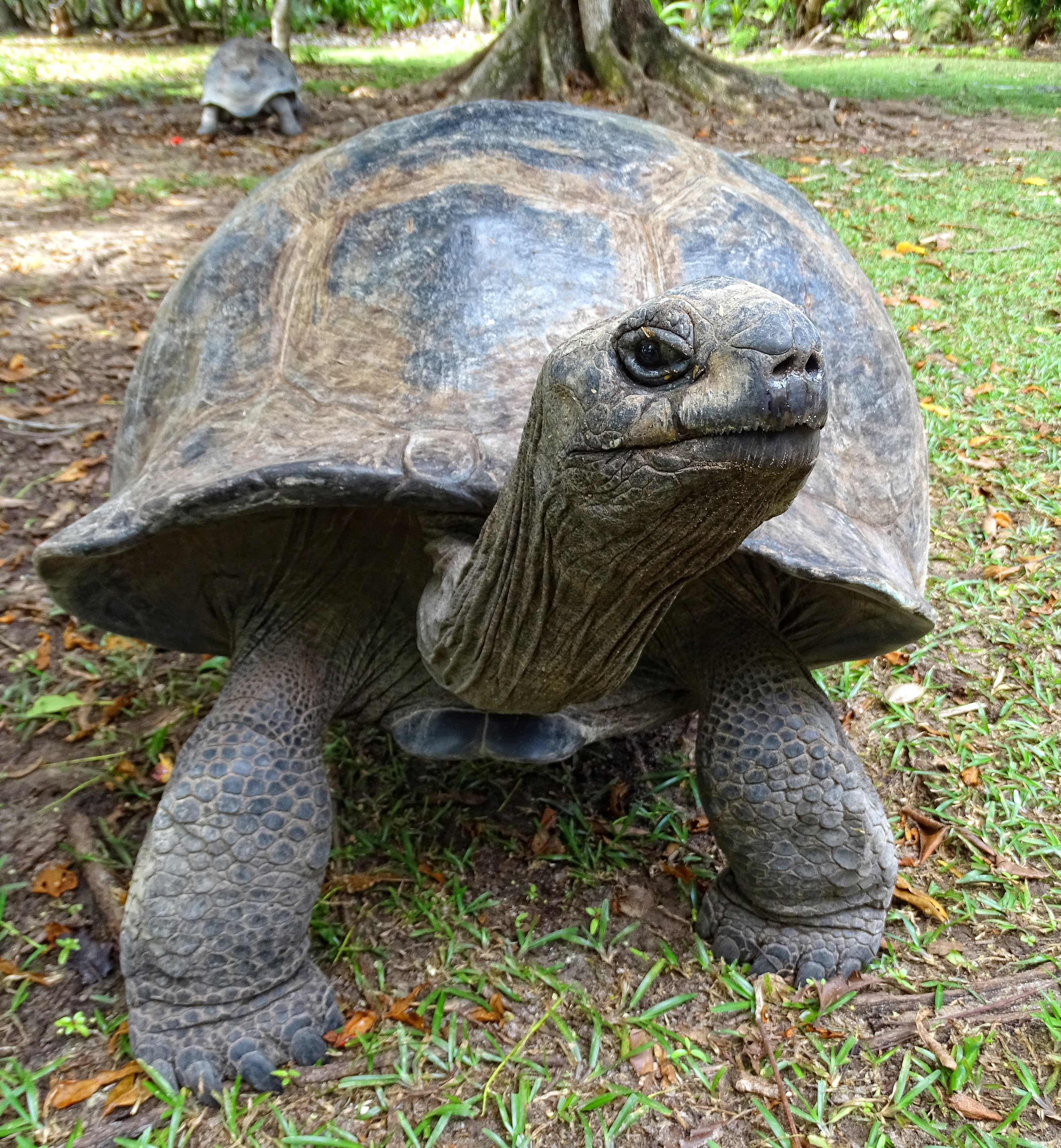
キュリーズ島での野生個体。

海岸沿いにある草原、内陸部の低木林、マングローブからなる湿原などに生息する。野生下ではあまり日光浴を行わなず日陰の周辺で活動し、採食時も尾を太陽の方角に向けて頭部が甲の日陰になるようにする。気温が高い雨期の晴天時は薄明薄暮性傾向が強くなり、昼間は日陰で過ごしたり水浴びや泥浴びを行う。暑さが苦手で、炎天下を避けて洞窟に避難する場合もある。
寿命は通常は100年に達するとされているが、飼育下ではさらに高齢にも達した事例が存在する。
社会性が強く集団行動をする傾向にあり、餌を探したり睡眠を取る際などにも集団を形成する。動きは鈍いが、岩場や坂では身軽に動く。知能が高く、記憶力や学習能力に秀でており、色彩認知も優れている。そのため、飼育下で給餌を報酬として与える簡単な訓練（ターゲットトレーニング）を積ませると、覚えた色に反応するようになる。
食性は主に植物食で、主にネズミノウオ属（Sporpbolus）などのイネ科・カヤツリグサ科・双子葉植物といった草本、シクンシ科（Terminalis）などの低木の若枝や葉などを食べるが、同種やカニなどの動物の死骸、同種の糞を食べることもある。また、鳥のヒナを襲って食べる様子も目撃されている。海岸沿いに生息する個体は草本を、内陸部の低木林に生息する個体は主に木の若枝や葉を食べる。鼻孔を使って浅い水たまりから飲水することもあるが、乾季に水場がなくなると食物から水分を摂取したり蓄えた水分や代謝によって生じた水分を利用する。
繁殖様式は卵生。1 - 5月（主に4月）の雨期にオスは後方からメスの背甲に覆い被さり、断続的に鳴き声をあげて交尾を迫る。他のオスに対しても前方や側面からも覆い被さり、自分が優位であることを主張する。野生下では乾季にあたる6-7月の薄暮時から夜間にかけて産卵し、産卵場所は平坦で茂みや低木が点在する場所を好む。1回に4 - 6個の卵を数年に1回だけしか産まないこともあれば（個体密度が高く栄養状態が悪い）、1回に12 - 14個の卵を年に2 - 3回に分けて産むこともあり（個体密度が低く栄養状態がいい）、産卵数や期間は個体密度や栄養状態による変異が大きい。飼育下では1回に20 - 25個の卵を産んだ例もある。後肢で25-30センチメートルの深さの穴を掘ってその中に産卵することもあるが、地面の窪みや茂みの中に直接産卵することもある。卵は野生下では81 - 150日で孵化し、アルダブラ環礁では主に雨季の11 - 12月に孵化する。飼育下では27 - 29℃の環境下で110 - 183日、29 - 31℃の環境下で97 - 125日で孵化した例がある。
孵化直後の捕食者としてカニや鳥類、外来種のネコやネズミ類などが挙げられる。成熟個体の野生下での死因は熱中症によるものが最も多い。

## 人間との関係

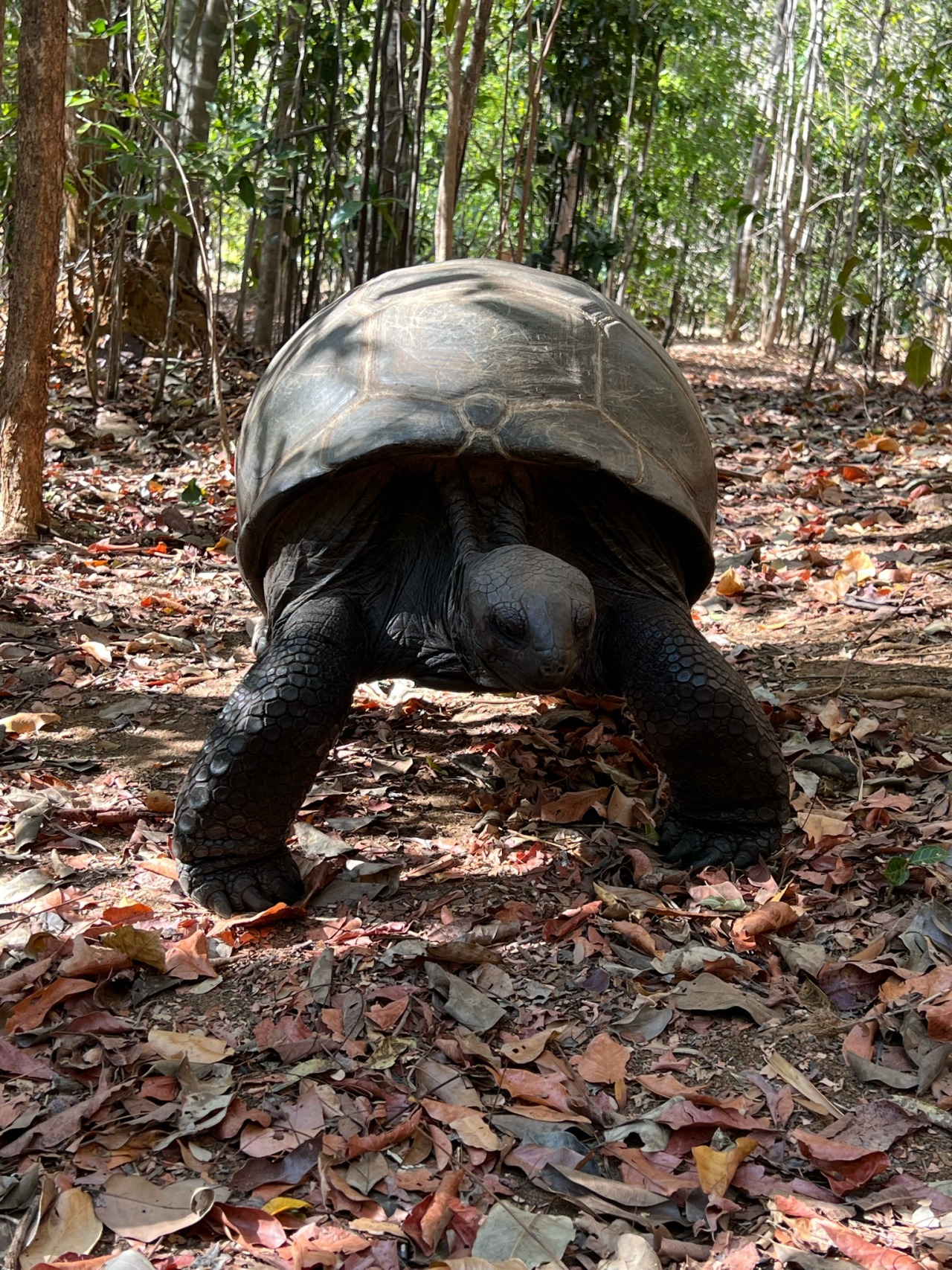
マダガスカル島のアンジャジャビー・フォレストに絶滅種の代用として野生導入された個体。

生息環境の破壊の他にも、食用や油用、動物園用の展示、剥製、ペットとしての飼育などの目的のために乱獲され、生息数は激減した。20世紀初頭にはアルダブラ諸島を除いて絶滅した。セーシェルでは法的に保護の対象とされ、生息地は1982年に「アルダブラ環礁」として世界自然遺産に登録されている。アルダブラ諸島での学術調査などを除いた採集の禁止、アルダブラ諸島への上陸が規制されているなど厳重に保護されている。1977年からアルダブラ諸島の個体群が絶滅した際の保険・観光・調査目的で他の島に保護区を設け繁殖・展示する試みが進められているが、密猟されることが多く成功していない。再発見された亜種 A. g. arnoldi や A. g. hololissa は後にセーシェル国外で基亜種として飼育されていた個体にも含まれていたことが判明し、個人が所有していた個体の一部はセーシェル政府が買い取り・寄贈され飼育下繁殖にも成功している。1975年のワシントン条約の発効時にはリクガメ属単位で、1977年にはリクガメ科単位でワシントン条約附属書IIに掲載されている。セーシェルでは1977年にワシントン条約を批准し、1980年にはアルダブラ諸島産の個体の商取引が禁止された。アルダブラ諸島産以外の個体のみ輸出されるようになり輸出量は1990年までは激減していたものの、1991年以降は輸出量が急増して1991-1995年には500頭以上が正規輸出された。1997年に輸出が一時凍結され、2001年以降は輸出に成体30頭、幼体50頭の上限が定められた。生息数は増加傾向にあったものの生息地の乾燥化や食糧不足により生息数が再び減少し、1998年以降は生息数がほぼ安定している。一方で分布域が限定的であるため、災害や感染症による絶滅が懸念されている。1978年における生息数は15万頭、1998年における生息数は10万頭と推定されており、以降の個体数は2024年の時点で10万頭前後と横ばいである。
上記の通り、2018年からは故郷とも言えるマダガスカル島に、北西部のアンジャジャビー・フォレストを皮切りに絶滅種の代用として野生導入されており、将来的に同島の全域やマスカリン諸島への導入も目標とされている。マダガスカル島では本来のゾウガメの生息地だった地域の殆どが激変し、樹木の不足する草原へと変貌したとされる。人間による直接の自然破壊および家畜とくにウシの放牧によって植生などがダメージを受けた地域にゾウガメを導入することで、失われていた生態系のニッチが補充されるため、森林、草原、低木などの植生および関連する動物も含めた生態系の回復、森林火災の防止、観光資源としての集客力などの効果が期待されている。

### 飼育

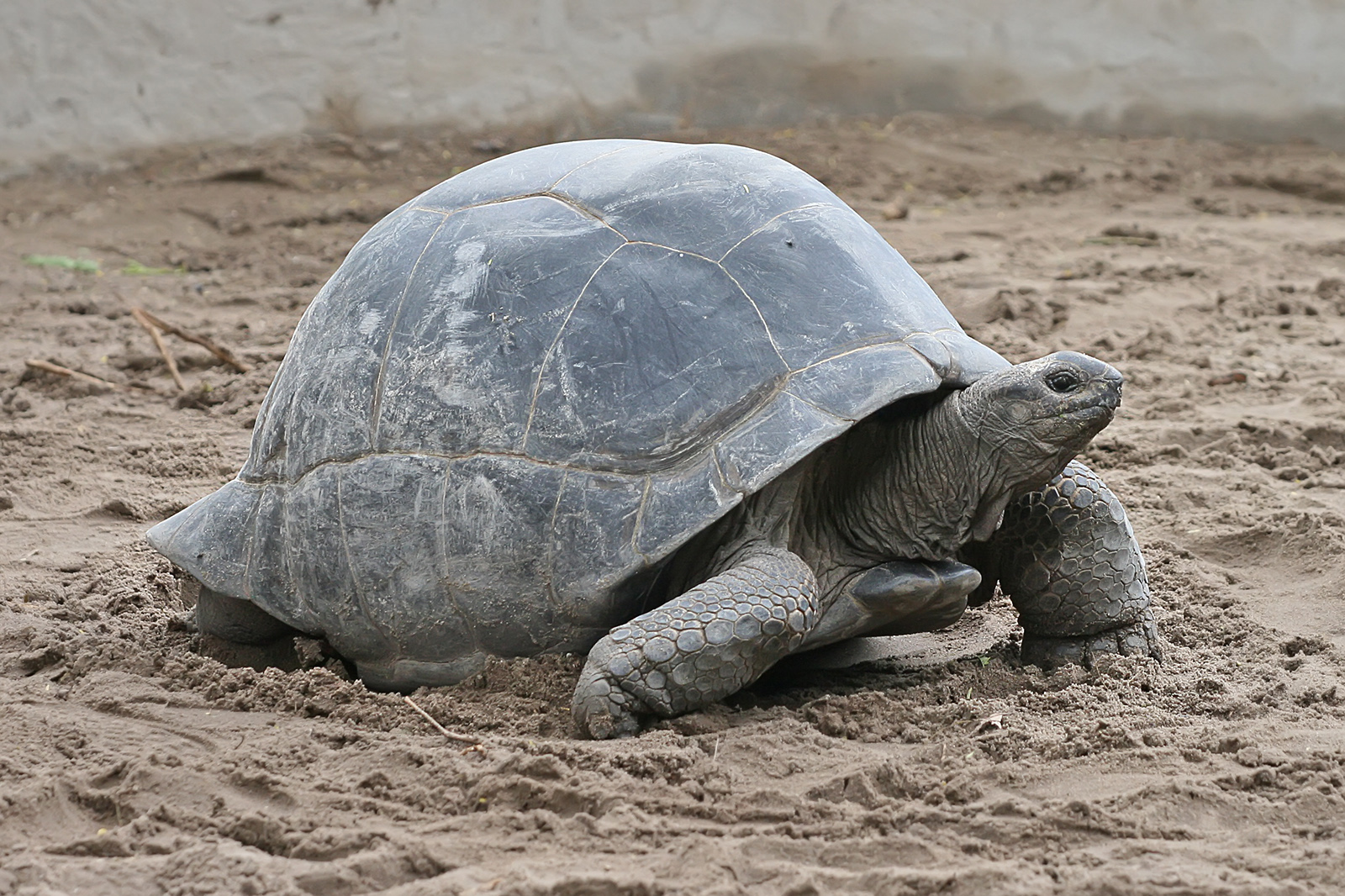
チャングウ島での飼育個体。

1766年にマルク＝ジョゼフ・マリオン・デュフレーヌによってセーシェルからモーリシャスに持ち込まれ、1918年に死亡した個体（通称「マリオンのゾウガメ」の152年の飼育記録がある。この個体は体型が通常の個体と異なるために本種のシノニムである Geochelone sumieri と同一とみなされたり、英名が「Seychelles giant tortoise」とされたことから亜種 A. g. hololissa と混同されることもあるが、標本の調査では基亜種と考えられている。これより長期の飼育記録としては1750年生まれとされる「アドワイチャ」の事例が知られる。この個体はロバート・クライブに飼育された後に、2006年にアリポーア動物園で死亡したとされており、飼育期間は255年にも達した。一方でクライブが最後にインドにいた1767年からアリポーア動物園が開園する1875年までのアドワイチャの関する記録がないこと、2006年に死亡した個体は1875年にセーシャルから持ち込まれた個体とする報道もあるなど、この個体が実際に255年生きたという科学的根拠はない。
ペットとして飼育されることもあり、日本にも輸入されている。日本国内では主に基亜種の幼体が流通しており、セーシェル産やタンザニア産、モーリシャス産、日本産の飼育下繁殖個体が少数流通する。少なくとも2012年現在日本国内の飼育施設では A. g. arnoldi や A. g. hololissa の確実な飼育例は報告されていない。大型種のため広大なスペースが必要になり、一般家庭での飼育にはむかない。幼体時から与える餌に偏りがあると、急激な成長に伴い骨や甲羅に異常が起こりやすい。
日本国内の動物園で飼育されている個体は、以前は全てアルダブラゾウガメとされていたが、東山動物園の1個体が、セーシェルヒラセゾウガメの甲羅の形状であることが判明して以降、亜種の特定が全国19施設の動物園で行われ、58個体を調べた結果、セーシェルセマルゾウガメ（推定）が3頭、セーシェルヒラセゾウガメ（推定）が5頭飼育されていることが判明した。
動物園で飼育する場合、屋根の設置やミスト噴射、沼田場を設置する等の暑さ対策が必須であり、酷暑の場合は飼育員が直接ホースで個体に水をかける必要がある。